# Schmidt Péter (jogász)
Schmidt Péter (Mezőberény, 1926. december 27. – 2022. május 12.) magyar jogász, politológus, jogtudós, egyetemi tanár, 1980 és 1983 között az ELTE Állam- és Jogtudományi Karának dékánja, 1990-től 1996-ig az Alkotmánybíróság tagja.

## Élete
Schmidt Péter 1926-ban született a Békés vármegyei Mezőberényben, német származású családban. Szülei Schmidt Péter és Wagner Magdolna voltak. Elemi iskolai tanulmányait Mezőberényben és Békésen, középiskolai tanulmányait a Békéscsabán működő Kereskedelmi Középiskolában végezte. 1946 és 1947 között népi kollégista volt, 1947-ben érettségizett és a József Nádor Műszaki és Gazdaságtudományi Egyetem közigazgatási szakára iratkozott be. 1948 szeptemberétől az ELTE jogi karának hallgatója volt, ahol a Beér János által vezetett alkotmányjogi tanszék demonstrátora volt. 1951-ben szerzett jogi diplomát, és a Magyar Tudományos Akadémia aspiránsa, majd a pécsi egyetem jogi karának adjunktusa lett.
1956 februárjától a budapesti Állam- és Jogtudományi Intézet tudományos kutatója volt, az év júniusában pedig megvédte kandidátusi disszertációját. 1959 októberétől félállásban tanított az ELTE jogi karán, majd 1967-ben főállású docensi kinevezést kapott. 1971 és 1980 között egyetemi tanári munkája mellett félállásban a Társadalomtudományi Intézetben dolgozott. Elsősorban az állampolgári jogok elméletével, valamint a választójog alkotmánytani problémáival foglalkozott. 1980-ban az ELTE Állam- és Jogtudományi Karának dékánja lett, a tisztséget 1983-ig töltötte be. Az Országgyűlés 1990-ben az Alkotmánybíróság tagjává választotta, a testületnek 1990. július 2-től 1996. december 27-ig, 70. életévének betöltéséig volt tagja.
1951-ben vette feleségül Julis Margitot. Két gyermekük született, Péter (1953) és Zsuzsanna (1957).

## Díjai, elismerései
- Akadémiai Díj I. fokozat (1967)
- A Kar Kiváló Oktatója (ELTE ÁJK, 1976)
- Ezüst Mikrofon Díj (1981)
- ELTE Aranyérem (1984)
- Munka Érdemrend arany fokozata (1986)
- Bibó István-díj (1994)
- Magyar Köztársasági Érdemrend középkereszt a csillaggal (1996)
- Mezőberény díszpolgára (2014)

## Művei
- Decentralizáció és centralizmus (1959)
- Az állampolgárok szabadságjogai (1965)
- Magyar Alkotmányjog I. (1973)
- Államjogi jogszabálygyűjtemény (1975)
- A bürokrácia forrásai az államigazgatásban (1979)
- Szocializmus és államiság (1984)
- A köztársasági államforma a mai Magyarországon (1990)
- Alkotmánybíráskodás és hatalommegosztás (1996)
- A politikai átalakulás sodrában; Századvég, Bp., 2008